# Antoni Castell Bauzà
Antoni Castell Bauzà (Petra, 12 de novembre de 1930) va ser un ciclista mallorquí que fou professional entre 1952 i 1957.

## Palmarès
- 1953
  - Vencedor d'una etapa del Gran Premi Ajuntament de Bilbao
- 1954
  - Vencedor d'una etapa de la Volta a Tarragona
- 1955
  - Campió de Balears en ruta

### Resultats a la Volta a Espanya[1]
- 1956. Abandona
- 1957. 54è de la classificació general.